# Пасуш, Мануэл
Мануэл Пасуш да Силва (порт. Manuel da Silva Passos; 5 января 1801 или 1805 — 16 января 1862) — португальский юрист и политик, один из известнейших деятелей португальского либерализма XIX века, известный своими реформами. Его чаще называли Пасуш Мануэл — по формуле обращения в парламенте, где имя добавлялось к фамилии, чтобы отличить его от родного брата Пасуша Жозе, который также был депутатом.

## Биография
В молодости Пасуш был либеральным журналистом, затем адвокатом в Порту. Уже во время революции 1820 года братья Пасуш проявили себя рьяными либералами и демократами, а в последующее десятилетие участвовали в движении винтистов.
В 1828 году был вынужден бежать за границу из-за выступления против Мигела Брагансского, пребывал в эмиграции в Британии, Бельгии и Франции. Смог вернуться на родину только после капитуляции Мигела I и окончания гражданской войны в 1834 году и затем неоднократно избирался в палату депутатов.
Принял активное участие в Сентябрьской революции 1836 года, став одним из руководителей умеренного крыла левых либералов («сентябристов»). Также по итогам революции некоторое время в 1836—1837 годах занимал пост министра Королевства (внутренних дел), временно ведая и финансами.
В этом качестве он руководил интенсивными законодательными усилиями по модернизации португальского образования и культуры, что привело к развитию начальной школы и созданию или модернизации многих высших учреждений, которые ныне считают его своим основателем или реформатором: общественных лицеев; Академии изящных искусств в Лиссабоне и Порту; Политехнической школы Лиссабона и Политехнической академии Порту; медико-хирургических школ в Лиссабоне и Порту; парламентской библиотеки.
Кроме того, он поручил Алмейде Гаррету составить план развития национального театра, в результате чего были созданы Национальный театр королевы Марии II и Национальная консерватория драматического искусства. Пасуш также представил Административный кодекс 1836 года, первый в своем роде в Португалии, и решил провести реформу налоговой системы, уделив особое внимание таможенным вопросам.
Временно отойдя от политической жизни (что, впрочем, не помешало жителям Порту избрать его в парламент), 28 декабря 1838 года женился на Жервазии Жуакине Фаринье ди Созе Фалкао. У них было две дочери: Беатрис ди Пасуш Мануэл, которой король Педру V в 1861 году пожаловал титул виконтессы Пасуш в качестве награды за заслуги её отца, получившего тогда звание пэра, и Антония ди Пасуш Мануэл.
В период революционных событий 1846—1847 года (восстания Мария да Фонте) Пасуш Мануэл, к тому моменту в основном занимавшийся сельским хозяйством, участвовал в работе жунты в Сантарене и был близок к жунте в Порту.